# Abdelmalek Merabet
Abdelmalek Merabet (arab. عبد المالك مرابط; ur. 7 grudnia 2000) – algierski zapaśnik walczący w stylu klasycznym. Olimpijczyk z Tokio 2020, gdzie zajął szesnaste miejsce w kategorii 67 kg. Zajął osiemnaste miejsce na mistrzostwach świata w 2023 roku.
Brązowy medalista igrzysk afrykańskich w 2019. Mistrz igrzysk panarabskich w 2023. Złoty medalista mistrzostw Afryki w 2023;  srebrny w 2024 i 2025. Triumfator mistrzostw arabskich w 2024. Srebrny medalista mistrzostw świata wojskowych w 2023. Mistrz Afryki i śródziemnomorski juniorów w 2019 roku.